# NGC 3461
NGC 3461 est une lointaine galaxie spirale située dans la constellation de la Lion. NGC 3461 a été découverte par l'astronome irlandais R. J. Mitchell  en 1854.

## Caractéristiques

### Distance
Sa vitesse par rapport au fond diffus cosmologique est de 12 829 ± 24 km/s, ce qui correspond à une distance de Hubble de 189 ± 13 Mpc (∼616 millions d'al).

### Classification
L'image du relevé SDSS montre la présence d'au moins deux bras spiraux. La classification de galaxie spirale par la base de données HyperLeda est celle qui correspond le mieux à cette image.